# 2001年热带风暴巴里
热带风暴巴里（英語：Tropical Storm Barry）是一个于2001年8月在美国佛罗里达州西北狭长地带登陆的强劲热带风暴，也是2001年大西洋飓风季的第三个热带气旋和第二个获得命名的风暴。巴里源于7月24日离开非洲海岸的一股东风波，这股东风波于7月29日进入加勒比地区并催生出一片低气压区，然后在8月3日组织形成热带风暴。经过强度和行进路径的波动后，风暴在墨西哥湾上空达到最大持续风速每小时110公里的最高强度，然后向北前进并沿美国墨西哥湾沿岸地区登岸，最终于8月7日消散。
巴里造成的影响远远小于本季的第一个风暴阿利森，一共有9人死亡，其中古巴6人，佛罗里达州3人。风暴给塔拉赫西带去了高达230毫米的降雨量，该市遭遇的阵风时速达到127公里，是这场风暴产生的最大风速。系统即便还只是东风波时也令佛罗里达州南部普降大雨，导致了严重的洪涝灾害和结构性的破坏。该州西北部的狭长地带也出现了中等程度的洪水和风力破坏。之后风暴残留持续北上朝内陆进发，在密西西比河部分河段降下小雨。整场风暴共计造成了约3000万美元（2001年美元，相当于2025年的5327萬美元）的损失。

## 气象历史
2001年7月24日，西非海岸涌现出一股东风波并向西穿越大西洋，但在起初的几天里没有明显发展。7月28日，东风波关联的对流开始增多并于次日进入加勒比地区，之后几天里系统继续向西北偏西方向移动，其对流也在不断增加。8月1日，这股热带扰动进入了墨西哥湾，佛罗里达州南部和古巴最西侧出现降水。同日，位于佛罗里达礁岛群干龟群岛附近上空的东风波周围发展出一片广阔的低压系统，并开始在向西北方向移动的过程中强化。协调世界时8月2日下午18点左右，一架美国空军预备役司令部派出的飓风猎人侦察机对系统执行了侦察任务，发现低气压已经组织成了热带风暴，气象部门因此将其命名为“巴里”（Barry），是2001年大西洋飓风季第二个获得命名的风暴。气象部门在飓风季结束后的重新分析中发现，这股低气压实际上在六个小时前，即8月2日中午12点就已经发展成热带低气压。但由于气旋的表面中心存在一股上层低气压，因此无法确定风暴在获得命名时是否的确已经拥有了热带气象系统特征。
巴里发展成热带气旋时，其对流只包裹了约一半的环流中心。系统东部半圆的外流组织性很好，但由于上层风切变的影响，外流局限于对流的东南部。气旋嵌入了美国中部上空一个高压脊和加勒比西北部上空另一个高压脊之间的一个中到上层槽中。一股强烈的上层气旋切变轴从北卡罗莱纳州的哈特拉斯角（Cape Hatteras）附近一直延伸到了德克萨斯州的布朗斯维尔附近上空，令巴里无法加速前进。接下来美国上空的高压脊有所减弱，限制风暴行动的格局也相应瓦解，巴里于是在8月3日左右开始向西北偏西方向漂移。这天清晨，强烈的西风带占主导地位，将环流中心从限制系统保有对流的不利环境中分离出来。风暴很快再度获得一些对流，不过其最大持续风速仍然很弱，只达到了约每小时60公里。这时系统内的气压略有下降，但季后分析表明巴里于8月4日清晨因持续存在的风切变和外部压力下降的影响而减弱成了热带低气压。
8月4日下午18点，由于风切变减少，气旋再次稍有加强并升级为热带风暴。8月5日清晨，由于下层中心产生深层对流，风暴也开始增强。虽然有一些残留的西向风切变，但风暴登陆前其环流东半部还是有带状特征发展出来。风暴气压在7个小时内从1004毫巴降至990毫巴，卫星图像也开始变得更加层次分明。8月5日下午18点，巴里达到风速每小时110公里的最高强度，只比飓风标准略低，中心已有风眼形成。8月6日早上5点，风暴的前进速度有所加快，以风速每小时110公里强度在佛罗里达州沃尔顿县的圣罗莎海滩（Santa Rosa Beach）登陆。登岸后系统迅速削弱成热带低气压，美国国家飓风中心于8月6日发布了针对这场风暴的最后一份公告。到了当天夜间，系统行进速度已大幅减慢每小时约11公里，其中心附近的最大持续风速也只有每小时8到16公里。这股低气压转向西北并稳步减弱，于8月7日在田纳西州孟菲斯附近上空弱化成残留低气压，最终于8月8日在密苏里州东南部上空消散。

## 防灾措施

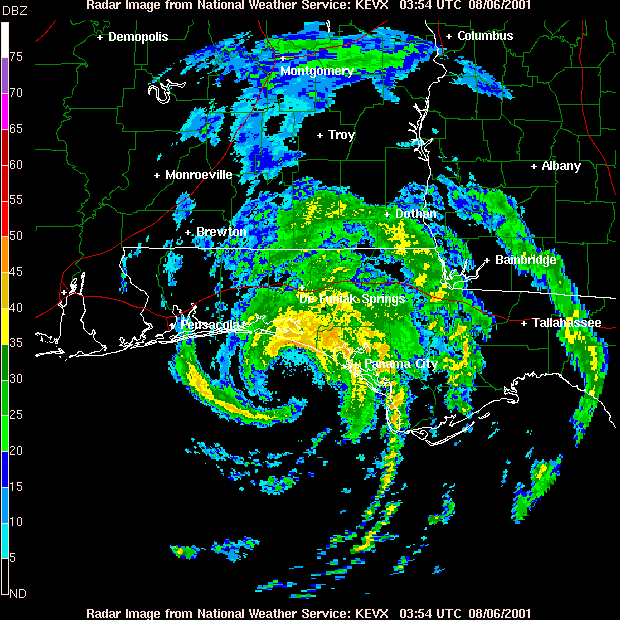
风暴在佛罗里达西北狭长地带登陆的雷达图像

美国国家飓风中心在风暴来临前向美国墨西哥湾沿岸大部分地区发布了热带风暴观察预警和警告。之后气象部门预测风暴将达到飓风强度，相应预警和警告也升级为飓风警告。但风暴之后未能达到飓风强度，飓风警告也在其登陆前降级为热带风暴警告。西面的路易斯安那州和密西西比州对应警告予以中止，风暴登陆后，佛罗里达西北狭长地带的警告也予中止。佛罗里达州的莱昂县和瓦古拉县收到了洪灾警告，乔治亚州南部部分地区也收到了山洪预警。佛罗里达西北狭长地带的东部，乔治亚州南部以及阿拉巴马州中部和东部部分地区还收到了龙卷风预警。
随着巴里朝佛罗里达西北狭长地带逼近，有8个县实行了自愿性撤离。有6个县开设了避难所，其中大部分都处于待命状态。富兰克林县部分地区实行了强制撤离，奥卡鲁沙县的中湾大桥也暂停收费。哈尔伯特营地的40架C-130运输机和约300名人员转移到了阿肯色州的小石城空军基地，以避开风暴的预计行进路径。塔拉赫西的县官员在容易发生洪灾的区域填充沙袋。格兰德艾尔州立公园的巡查员将野餐桌台转移到不会受潮汐影响的地方，并将露营地封闭了一段时间。此外，这场风暴迫使美国国家航空航天局推迟佛罗里达州南部的航天飞机发射时间，还有成千上万的工作人员从多个海上石油平台撤离。新奥尔良将全城的72道水闸关闭了60道，以防可能出现的洪水。包括新奥尔良在内的整个路易斯安那州东南部共有约500位红十字会志愿者和工作人员待命。风暴的威胁还使超级男孩取消在永明体育场举行的音乐会。

## 影响

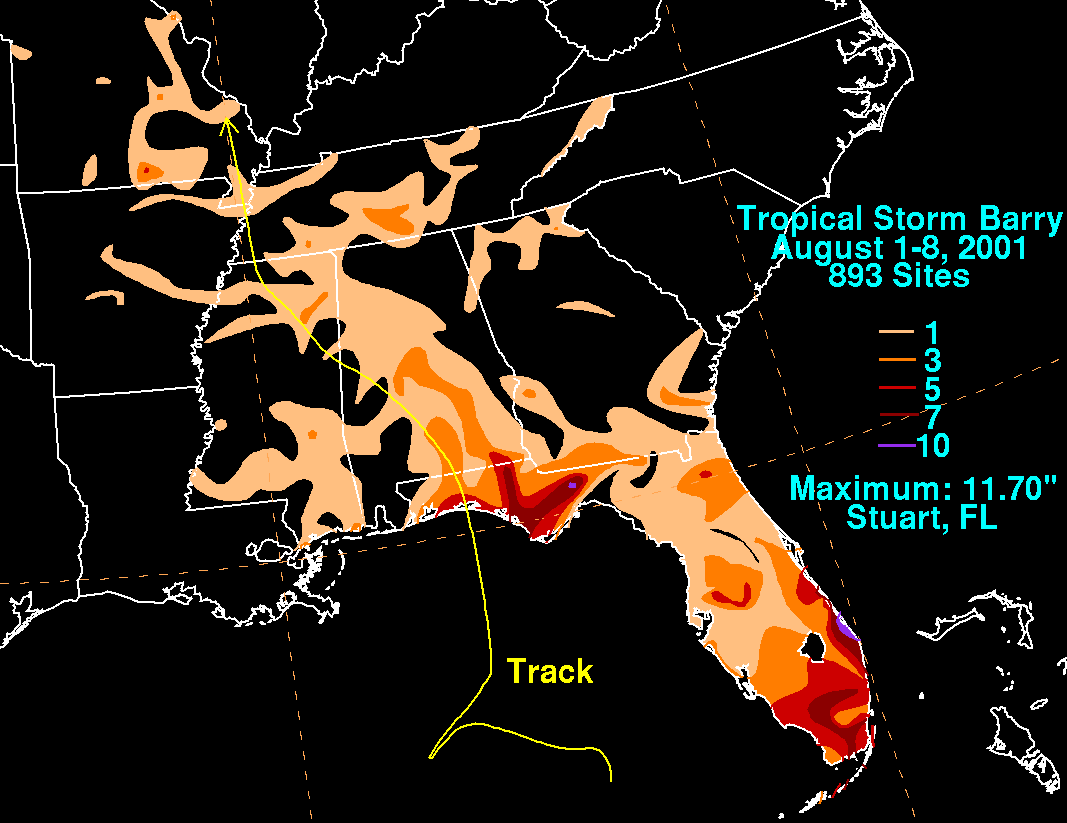
美国因这场风暴引起的降雨量总计

### 古巴和佛罗里达州
形成巴里的东风波给古巴西部带去了大范围降雨，但没有出现造成损失的报道，海上有一艘古巴难民船被大浪打翻，28名乘客中有6人不幸遇溺。
佛罗里达州有三人因这场风暴遇难，损失总计达到约3000万美元（2001年美元，相当于5327萬2025年美元）。巴里的前身给该州南部带去了75毫米到200毫米降雨，最高的达到330毫米。这缓解了一些地区的持续干旱情况，但也于8月2日在马丁县引发严重的洪灾，共有约300套房屋受到洪水的破坏。该县有63幢建筑物和6套移动房屋受到严重破坏。珍宝海岸有报道称鲶鱼从洪水淹没的大街上游过。大风刮倒一个18米高的广播发射塔，砸中了一套房屋。
由于风暴起初移动速度缓慢，其外围雨带于8月4日开始对佛罗里达州西北狭长地带产生影响，到了8月5日至6日开始出现了最大的暴雨。风暴产生的降雨量从125到225毫米不等，正式报告中的最高降雨量是塔拉赫西的230毫米，不过非正式报告中的最高数值则达到175毫米。降雨导致贝县有多幢建筑物因屋顶受损而出现水淹，莱昂县和阿巴拉契科拉国家森林公园部分地区爆发了洪水，倾盆大雨产生的洪流汇入多个湖中，曼森泥沼的水位涨至1994年来的最高点。沃尔顿县、华盛顿县和贝县的多条县级公路和次干道因洪水而封闭，塔拉赫西地区也存在同样情况。塔拉赫西市内及周边有近百辆被洪水困住甚至冲曳移动，艾伦路一幢公寓楼内的四位居民也因水位上涨被迫撤离。富兰克林县和瓦古拉县也有局部区域出现洪水。杰克逊县因暴雨引发了交通事故，导致一人间接因风暴丧生。
埃格林空军基地范围内的监测站测得时速127公里的最强阵风风速。大范围地区有轻到中度风力，给沃尔顿县、华盛顿县、卡尔霍恩县、湾县和奥卡鲁沙县许多地区造成破坏。许多树木被刮倒或是受损，多幢建筑物受到了轻度风害。德斯坦有报告出现高层建筑物的窗户受损，附近的中湾大桥也因狂风而暂时封闭。沃尔顿县的弗里波特小学的屋顶遭受了轻度损伤。巴里产生的风暴潮总体较为轻微，高度范围在0.61米到0.91米之间，只引发了轻度海岸侵蚀。此外，风暴在热带系统时期还催生了几场强度较弱的龙卷风，造成轻度破坏。杰克逊维尔有一人被风暴外围雨带产生的闪电击中而死，萨尼贝尔岛还有一人被离岸流卷走而丧生。风暴还令该州34000位电力用户失去电力供应。

### 其它地区
热带风暴巴里令阿拉巴马州普降小到中雨，降雨量最高的埃弗格林附近达到116毫米。该州的花生种植区降雨量有约50毫米，帮助减轻了干旱情况。伯明翰地区也有出现大雨的报道。不过与内陆地区的中等程度降雨量相比，沿海地区的降水反倒非常少。杰尼瓦、恩特普赖斯和新布罗克顿的街道出现了轻度水浸。蒙哥马利的阵风时速达到63公里，不过总体造成的破坏很小，主要只是一些树木倒塌。报告显示弗洛腊拉有遮阳篷和小型建筑受损。巴里的残留还给密西西比州和乔治亚州大部分地区带去了小雨，不过没有出现遭受损失的报道。随着风暴继续朝内陆前进，阿肯色州、密苏里州和田纳西州西部还出现了75毫米的降雨量。